# کاج نوئل
کاج نوئل نام عمومی سرده‌ای (Picea) از درختان مخروطی همیشه سبز شامل ۳۵ گونه، متعلّق به خانوادهٔ کاج‌ها (Pinaceae) و بومی مناطق معتدل شمالی و زیرشمالگانی زمین می‌باشد. کاج‌های نوئل عموماً درختانی بزرگ هستند و در زمان رشد کامل ارتفاع آن‌ها به ۲۰ تا ۶۰ متر (۶۶ تا ۲۰۰ پا) می‌رسد. این درختان از روی شکل مخروطی و آرایش محوری متمرکز (فراهمه) برگ‌ها بر شاخه هایشان به راحتی قابل تشخیص اند. برگهای سوزنی این درختان به‌طور مجزّا، و هر یک سوار بر عضوی پایه مانند موسوم به «بالشتک» (در انگلیسی: pulvinus) با آرایشی مارپیچ به شاخه اتّصال یافته‌اند. برگهای درخت با گذشت ۴ تا ۱۰ سال فرو می‌ریزند و شاخه‌ها را با سطحی ناهموار، پوشیده از بالشتک‌ها، عریان به جا می‌گذارند (و این خود راهی آسان برای تشخیص این درختان از سایر سرده‌های کاج‌سانان است، زیرا در سایر سرده‌ها شاخه‌ها بعد از برگ ریزی سطحی هموار دارند).
کاج‌های نوئل منبع تغذیهٔ لارو (شفیره) گونه‌هایی از پروانه سانان و برخی انواع شته‌های زایده آفرین (در انگلیسی: gall adelgids) به حساب می‌آیند.
در کوههای غرب سوئد، دانشمندان به یک نوئل نروژی (متعلّق به همین سرده) برخورده‌اند که با نوزایی از طریق لایه گذاری (layering) عمر آن به ۹۵۵۰ سال رسیده است. این درخت «تزیکوی کهن» (Old Tjikko) نام گرفته و گفته می‌شود کهنسال‌ترین درخت زنده ایست که تا کنون شناخته شده.